# 宗像政
宗像 政（むなかた ただす、嘉永7年1月2日（1854年1月30日） - 大正7年（1918年）2月7日）は、日本の政治家、官僚。衆議院議員および貴族院議員、県知事。別名、田村 政。

## 人物
先祖は宗像大宮司で、細川家家臣となった。父・三右衛門景敬の二男で、家は三百石取り。西南戦争では、宮崎八郎、有馬源内らの熊本協同隊に加わった。民権運動時代は、相愛社社員として徳富蘇峰の同志。横井小楠の高弟で第1回総選挙以来衆議院議員を務めた山田武甫（立憲自由党所属）の死去した後を継承して立候補した。第2次松方正義内閣の時、埼玉県知事に任じられ、以後、地方官を歴任した。
高知県知事時代は、電力事業の発展に伴うエネルギー問題の解消に尽力している。

## 略歴
- 1870年（明治3年） - 藩費で選抜派遣生として宮崎八郎らとともに上京。
- 1872年（明治5年） - 開拓使札幌学校に入学。同校廃止とともに開拓使の東京芝学校に転じる。
- 1875年（明治8年） - 病気のため退学し、熊本に帰る。
- 1877年（明治10年） - 西南戦争で旧薩摩藩士に従い、乱後に岡山監獄に投ぜられる。
- 1882年（明治15年） - 出獄し、熊本の政治結社相愛社に加盟。自由民権運動の活動をする。
- 1884年（明治17年） - 東亜学館を設立する。
- 1894年（明治27年）9月1日 - 第4回衆議院議員総選挙に熊本5区から立候補し、当選。立候補名は田村政。
- 1897年（明治30年）4月7日 - 1898年（明治31年）1月26日 - 埼玉県知事に任ぜられる。
- 1899年（明治32年）1月21日 - 青森県知事に任ぜられる。
- 1901年（明治34年）4月17日 - 1902年（明治35年）2月8日 - 福井県知事に任ぜられる。
- 1902年（明治35年）2月8日 - 1903年（明治36年）1月21日 - 宮城県知事に任ぜられる。
- 1903年（明治36年）6月29日 - 1907年（明治40年）1月11日 - 高知県知事に任ぜられる。
- 1907年（明治40年）1月11日 - 1912年（明治45年）3月28日 - 広島県知事に任ぜられる。
- 1912年（明治45年）3月28日 - 1912年（大正元年）12月30日 - 熊本県知事に任ぜられる。
- 1912年（大正元年）12月30日 - 1914年（大正3年）4月21日 - 東京府知事を任ぜられる。
- 1915年（大正4年）3月25日 - 第12回衆議院議員総選挙に熊本県郡部区から立候補し、当選。
- 1917年（大正6年）
  - 4月20日 - 第13回衆議院議員総選挙に熊本県熊本市区から立候補し、落選。
  - 12月26日 - 1918年（大正7年）2月7日 - 貴族院勅選議員となる。
- 1918年（大正7年）2月7日 - 死去

## 栄典
位階
- 1897年（明治30年）5月31日 - 正五位[3]
- 1909年（明治42年）5月21日 - 正四位[4]
- 1914年（大正3年）6月10日 - 従三位[5]

勲章等
- 1906年（明治39年）4月1日 - 勲三等旭日中綬章[6]
- 1916年（大正5年）4月1日 - 旭日重光章[7]